# Malia Meghezzi Bakouche
Malia Meghezzi Bakouche, née le 6 mars 1988, est une nageuse algérienne.

## Carrière
Aux Jeux africains de 2007 à Alger, elle est médaillée de bronze du 4 × 200 mètres nage libre. Aux Jeux panarabes de 2007 au Caire, elle obtient la médaille d'argent du 800 mètres nage libre et trois médailles de bronze (en 400 mètres nage libre, en 4 × 100 mètres nage libre et en 4 × 200 mètres nage libre).
Elle remporte aux Championnats d'Afrique de natation 2010 à Casablanca la médaille de bronze du 800 mètres nage libre, du relais 4 x 200 m nage libre et du 5 kilomètres en eau libre.
Aux Jeux africains de 2011 à Maputo, elle est médaillée d'argent du 1 500 mètres nage libre et médaillée de bronze du 4 × 100 mètres nage libre, du  4 × 200 mètres nage libre et du 4 × 100 mètres quatre nages.